# Мальчики (фильм, 1990)
«Мальчики» — художественный фильм 1990 года.
Приз «Золотой Витязь» и приз за лучшую операторскую работу Олегу Мартынову на КФ славянских фильмов «Золотой Витязь» (1992).
Фильм снят по одноимённой десятой книге части четвёртой романа Фёдора Михайловича Достоевского «Братья Карамазовы».
В основе фильма — главы романа «Братья Карамазовы» Ф. М. Достоевского. Пытаясь защитить мальчишку от преследований одноклассников, монах Алёша Карамазов со временем оказывается вовлеченным в историю жизни всего семейства капитана Снегирева — человека, пытающегося сохранить достоинство, несмотря на нищету и горе…kinopoisk.ru

## В ролях
- Дмитрий Черниговский — Алёша Карамазов
- Алексей Достоевский (праправнук Ф. М. Достоевского) — Коля Красоткин
- Дмитрий Достоевский (правнук Ф. М. Достоевского) — бородатый
- Ольга Гобзева — маменька Ильи
- Людмила Зайцева — Агафья
- Лев Поляков — доктор
- Александр Суховский — Ильюша Снегирёв
- Евгений Ташков — отставной штабс-капитан Снегирёв
- Анастасия Иванова — Варвара Николаевна
- Александр Воронин — Смуров
- Сергей Макаров — Карташов
- Мария Суховская — Нина Николаевна
- Николай Печкин — Овчинников
- Илья Коноплёв — Рыжиков
- Любовь Соколова — торговка на рынке
- Борис Невзоров — мужик Матвей

## Съёмочная группа
- Автор сценария: Ренита Григорьева
- Режиссёры: Ренита Григорьева и Юрий Григорьев
- Оператор: Олег Мартынов
- Художник: Анатолий Анфилов
- Композитор: Павел Чекалов